# Вермиљо
Вермиљо (итал. Vermiglio) је насеље у Италији у округу Тренто, региону Трентино-Јужни Тирол.
Према процени из 2011. у насељу је живело 1856 становника. Насеље се налази на надморској висини од 1216 м.

## Становништво
| 1931. | 1936. | 1951. | 1961. | 1971. | 1981. | 1991. | 2001. | 2011. |
| ----- | ----- | ----- | ----- | ----- | ----- | ----- | ----- | ----- |
| 1.980 | 2.020 | 2.157 | 2.073 | 1.856 | 1.709 | 1.743 | 1.856 | 1.869 |